# 데이터 흐름도

데이터 스토리지-데이터 플로-기능-인터페이스의 데이터 흐름도

데이터 흐름도(data flow diagram, DFD)는 시스템 구성요소인 프로세스와 프로세스 간 데이터 흐름을 표현하는 주요도구이다. 데이터 흐름도는 정보 흐름의 논리적 도식 모델을 제공하고 시스템을 관리 가능한 수준의 모듈로 분해한다. DFD는 각 모듈내에서 발생하는 프로세스 (혹은 전환)와 프로세스 간에 존재하는 상호작용을 정확하게 명시한다. 데이터 흐름도는 하위 수준의 상세사항 뿐만 아니라 상위 수준의 프로세스를 표현하는 데 사용될 수 있다. 단계화된 데이터 흐름도로 복잡한 프로세스를 하위 수준의 프로세스들로 분해할 수 있다. 전체 시스템은 몇 개의 하위 시스템으로 나뉜다. 마찬가지로 각 하위 시스템은 두 번째 단계의 데이터 흐름도를 갖는 몇 개의 하위 시스템으로도 나뉠 수 있다.

## 같이 보기
- 활동 다이어그램
- 데이터 흐름
- 유향 비순환 그래프
- 구조도
- 가치 흐름 지도
- 워크플로